# Big Rip
Der Big Rip (englisch etwa für „das große Zerreißen“, vereinzelt auch „Endknall“ genannt) ist in der Kosmologie neben dem Big Crunch („der große Zusammenbruch“, Kollaps) und dem Big Freeze („das große Einfrieren“, ewige Expansion) eine der drei meistdiskutierten Hypothesen von einem Ende des Universums. Dabei nimmt die Expansionsrate immer schneller zu und divergiert schließlich in einem Big Rip genannten singulären Ereignis. Das Universum zerrisse von den größten zu den kleinsten Strukturen: Zuerst betreffe dieser Vorgang Galaxienhaufen, dann Galaxien, dann Planetensysteme, dann Planeten, Atome und letztlich Elementarteilchen. Verursacht werden soll die steigende Expansionsrate durch eine Zunahme der Dichte der Phantomenergie, einer Form der Dunklen Energie.

## Modelle
Nach dem Modell von Robert Caldwell (Dartmouth College, New Hampshire), Marc Kamionkowski und Nevin N. Weinberg aus dem Jahre 2003 würde eine kontinuierliche Expansion des Universums in sich selbst unter Umständen nicht ewig dauern, sondern könnte instabil werden und in einen Big Rip münden.
Die Autoren dieses Modells schufen folgende Formel für die Zeit vom jetzigen Zeitpunkt {\displaystyle t_{0}} bis zum Zeitpunkt {\displaystyle t_{\text{rip}}} der explosionsartigen Divergenz:
{\displaystyle t_{\text{rip}}-t_{0}\approx {\frac {2}{3\,|1+w|\,H_{0}{\sqrt {1-\Omega _{m}}}}}}.
Dabei ist
- {\displaystyle w} ein Maß für die Expansionsstärke infolge der Dunkelenergie; in der Arbeit wird ein Beispiel mit {\displaystyle w=-1{,}5} durchgerechnet.
- {\displaystyle H_{0}} die Hubble-Konstante
- {\displaystyle \Omega _{m}} der reduzierte Wert für die gegenwärtige Materiedichte im Universum.

Obwohl die physikalische Natur der Dunklen Energie noch unbekannt ist, kann man sie sich als eine Art idealen Gases vorstellen, die eine Zustandsgleichung {\displaystyle p=w\rho c^{2}} mit dem sogenannten {\displaystyle w}-Parameter besitzt. Hier bezeichnet {\displaystyle p} den Druck, {\displaystyle \rho c^{2}} die Energiedichte der Dunklen Energie, {\displaystyle \rho } die Dichte und {\displaystyle c} die Lichtgeschwindigkeit. Um eine beschleunigte Expansion des Weltalls zu erzwingen, müsste der {\displaystyle w}-Parameter kleiner als {\displaystyle -1/3} sein. Die von Einstein eingeführte kosmologische Konstante führt zu einem Wert von {\displaystyle w=-1}. Mit dem zugrunde gelegten Wert von {\displaystyle w=-1{,}5} würde das Universum etwa in 22 Milliarden Jahren entarten.
Der unter der Annahme eines konstanten {\displaystyle w}-Parameters ermittelte Wert wird in der Ausgabe 2021 der Review of Particle Physics von CODATA mit {\displaystyle w=-1{,}026\pm 0{,}033} angegeben. Lässt man die Annahme eines konstanten {\displaystyle w}-Parameters fallen, so zeigen die Beobachtungen immer noch, dass {\displaystyle w} sich offenbar zeitlich wenig ändert, und man erhält einen Wert von {\displaystyle w=-1{,}020\pm 0{,}032} für den heutigen Wert. Unwahrscheinlich sind Annahmen, dass sich derartige zerreißende Ereignisse lokal ereignen könnten, weil bisherige Beobachtungen zeigen, dass das Universum auf großen Skalen homogen ist.